# 4 novembre dans les chemins de fer
4 octobre 4 décembre
Chronologies thématiques
- Croisades
- Sports
- Disney

Cette page concerne les événements qui se sont déroulés un 4 novembre dans les chemins de fer.

## Événements

### XIXesiècle
- 1835 : en France, les statuts de la Compagnie du Chemin de fer de Paris à Saint-Germain sont approuvés[1] par une ordonnance royale.
- 1865 : en France, Napoléon III autorise[2] la construction sur la route du Chemin de Fer du Mont-Cenis de John Barraclough Fell.

### XXesiècle
- 1913 : en France, dans la Seine-et-Marne, en gare de Melun, la collision d'un train express et d'un train postal fait quarante morts et cinquante blessés[3].

### XXIesiècle
- 2003 : en France et en Italie, mise en service de navettes de ferroutage entre Aiton (Savoie) et Orbassano près de Turin. Les rames sont constituées de wagons Modalohr aptes à transporter des camions complets (avec leur tracteur) ou des remorques seules, et comprennent une voiture à voyageurs qui accueille les chauffeurs.
- 2004 : en Allemagne, Siemens présente un prototype de wagon automoteur automatique baptisé CargoMover. Pourvu de systèmes de détection laser et radar ainsi que d'une caméra vidéo frontale, il est contrôlé à distance par radio GSM-R et par le système de signalisation ETCS.